# Saint-Gérand
Pour l’article ayant un titre homophone, voir Saint-Géran.
Pour les articles homonymes, voir Saint-Gérand (homonymie).
Saint-Gérand [sɛ̃ʒeʁɑ̃] est une ancienne commune française, située dans le département du Morbihan en région Bretagne.
Depuis le 1er janvier 2022, elle est une commune déléguée de la commune nouvelle de Saint-Gérand-Croixanvec.

## Géographie

### Localisation et description

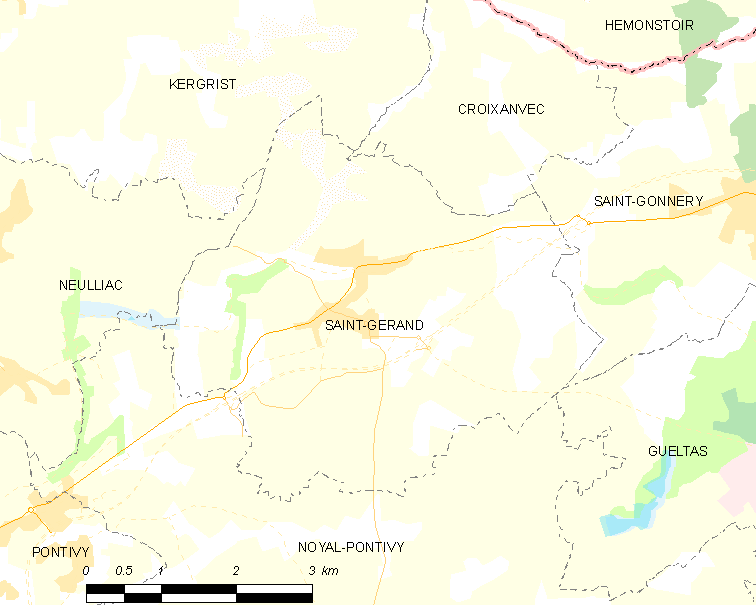
Carte de l'ancienne commune de Saint-Gérand et des communes avoisinantes.

| Kergrist | Croixanvec    |               |
| Neulliac | Saint-Gérand  | Saint-Gonnery |
|          | Noyal-Pontivy | Gueltas       |

### Relief et hydrographie
Le finage communal forme un plateau incliné vers le sud-ouest ; les altitudes les plus élevées sont à la limite orientale de la commune (153 mètres à la Croix de Bolan, point de jonction entre les territoires communaux de Saint-Gérand, Saint-Gonnery, Gueltas et Noyal-Pontivy et, à un degré légèrement moindre, à son extrême nord (142 mètres au point le plus au nord du territoire communal, au nord du hameau de Bonne Espérance, à la limite communale avec Kergrist ; les points les plus bas correspondent  à la vallée du Ruisseau de Cran, dont le tracé a été utilisé pour l'aménagement du Canal de Nantes à Brest, lequel est à 136 mètres d'altitude à son entrée est sur le territoire communal au niveau de l'écluse de Gogal (en Saint-Gonnery) et à 105 mètres à sa sorte ouest, au niveau de l'écluse de Saint-Caradec (ce dénivelé d'une trentaine de mètres explique les nombreuses écluses situées sur son tracé dans la traversée de la commune); toutefois c'est plus au sud, dans la partie aval de la vallée du Ruisseau de Cran qui ne correspond plus au tracé du Canal de Nantes à Brest, que se trouve l'altitude la plus basse de la commune : 82 mètres à l'ouest de la Croix des Gallos. Le bourg est vers 130 mètres d'altitude.
Le Ruisseau de Cran et le Ruisseau du Resto sont les deux cours d'eau, d'importance modeste, qui traversent la commune : ils confluent plus au sud au niveau de l'étang du Valvert, dans la commune de Noyal-Pontivy, formant plus en aval le Ruisseau de Saint-Niel, affluent de rive gauche du Blavet.

### Climat
Pour des articles plus généraux, voir Climat de la Bretagne et Climat du Morbihan.
En 2010, le climat de la commune est de type climat océanique franc, selon une étude du CNRS s'appuyant sur une série de données couvrant la période 1971-2000. En 2020, Météo-France publie une typologie des climats de la France métropolitaine dans laquelle la commune est exposée à un climat océanique et est dans la région climatique  Finistère nord, caractérisée par une pluviométrie élevée, des températures douces en hiver (6 °C), fraîches en été et des vents forts. Parallèlement l'observatoire de l'environnement en Bretagne publie en 2020 un zonage climatique de la région Bretagne, s'appuyant sur des données de Météo-France de 2009. La commune est, selon ce zonage, dans la zone « Intérieur », exposée à un climat médian, à dominante océanique.
Pour la période 1971-2000, la température annuelle moyenne est de 11,1 °C, avec une amplitude thermique annuelle de 12 °C. Le cumul annuel moyen de précipitations est de 910 mm, avec 14,4 jours de précipitations en janvier et 6,7 jours en juillet. Pour la période 1991-2020, la température moyenne annuelle observée sur la station météorologique la plus proche, située sur la commune de Moréac à 22 km à vol d'oiseau, est de 12,0 °C et le cumul annuel moyen de précipitations est de 1 043,7 mm,. Pour l'avenir, les paramètres climatiques de la commune estimés pour 2050 selon différents scénarios d'émission de gaz à effet de serre sont consultables sur un site dédié publié par Météo-France en novembre 2022.

### Transports
Le Canal de Nantes à Brest traverse la commune d'est en ouest ; 9 écluses se trouvent sur le territoire communal : Kérihoué, Kerivy, Lann Vras, Parc Buisson, Parc er Lann, Parc Lann Bihan, Couëdic, Er Houët et Keroret.

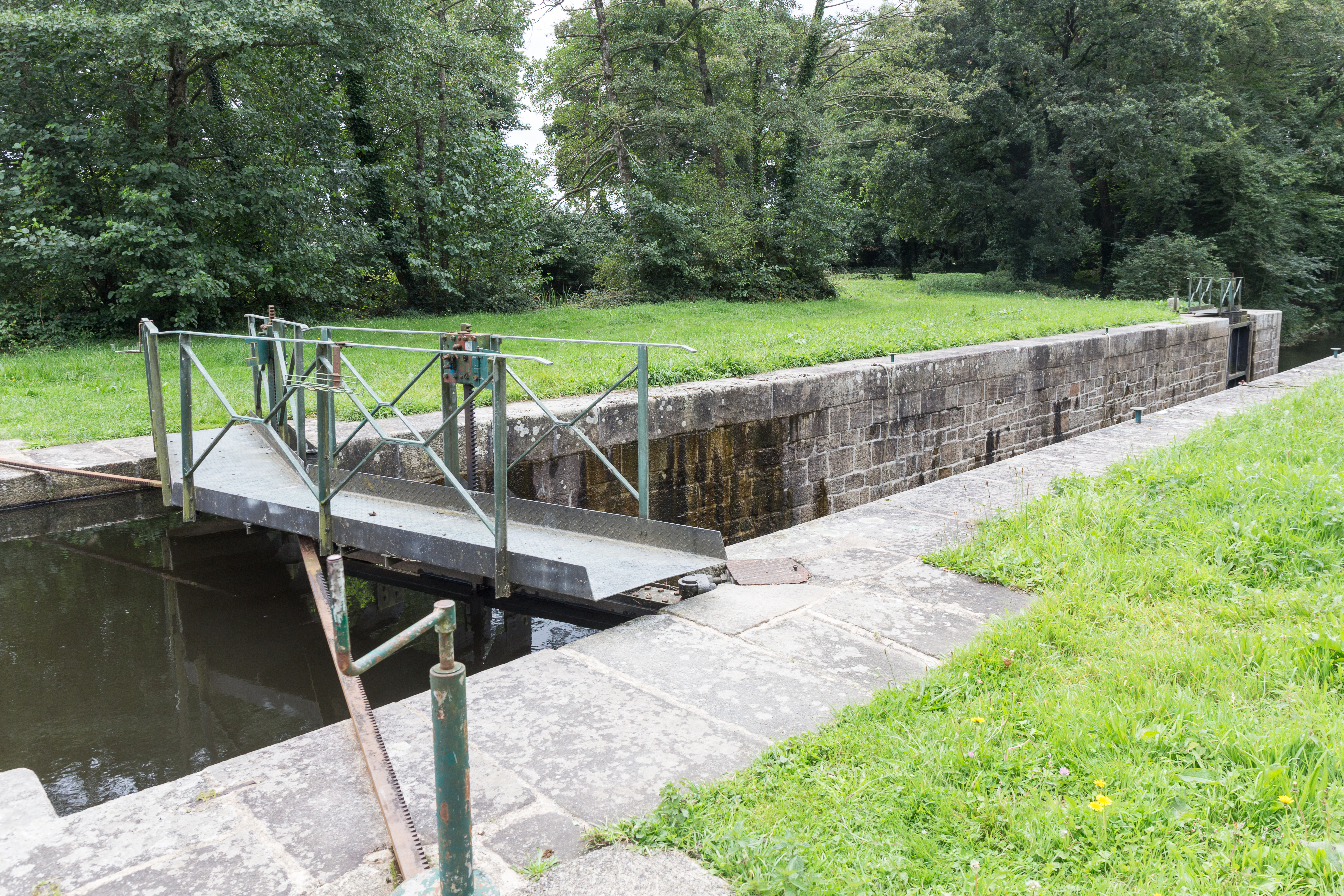
L'écluse de Kerivy.
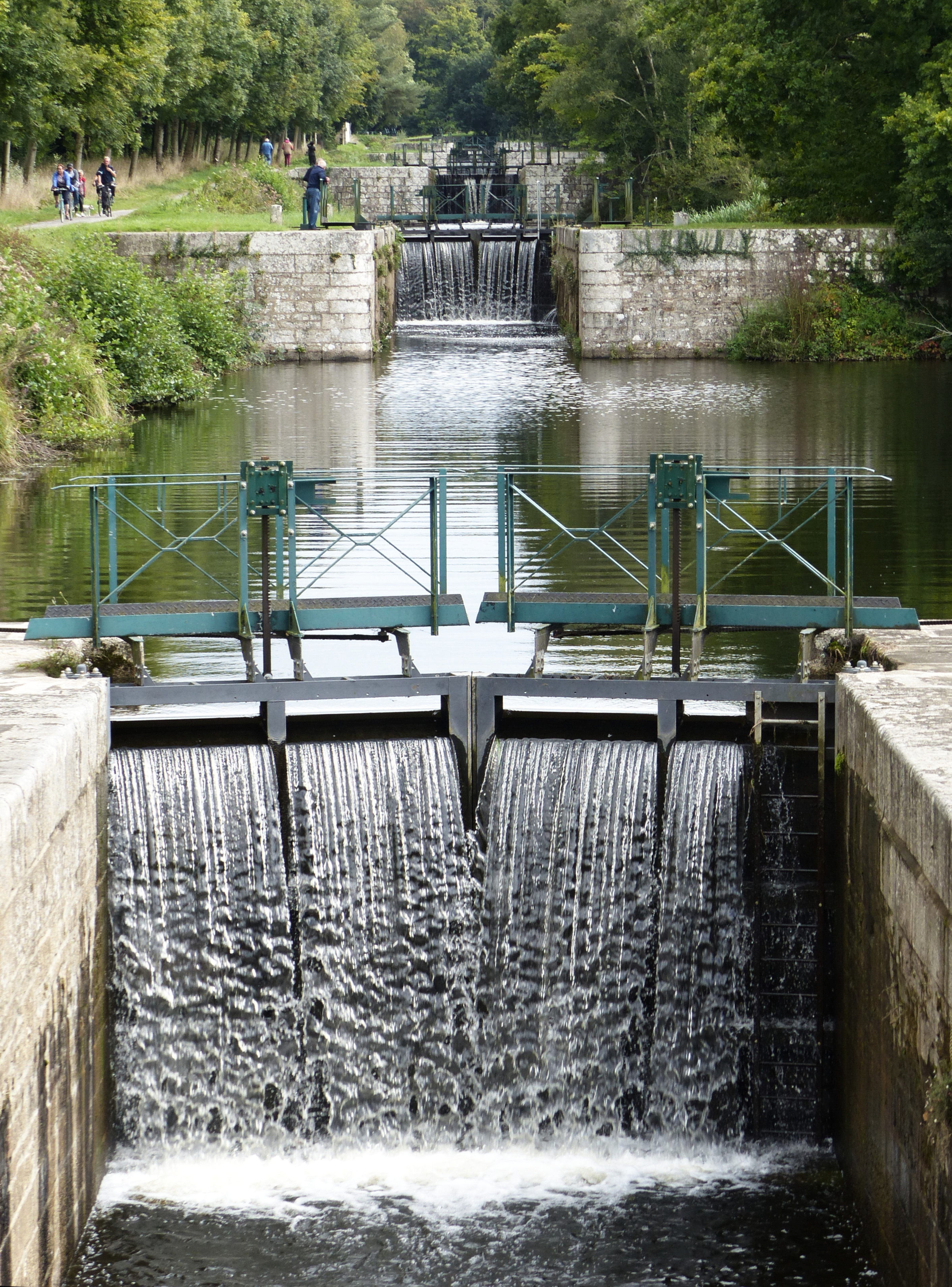
L'alignement des écluses de Couëdic, Parc Buisson, et au fond Lann Vras.
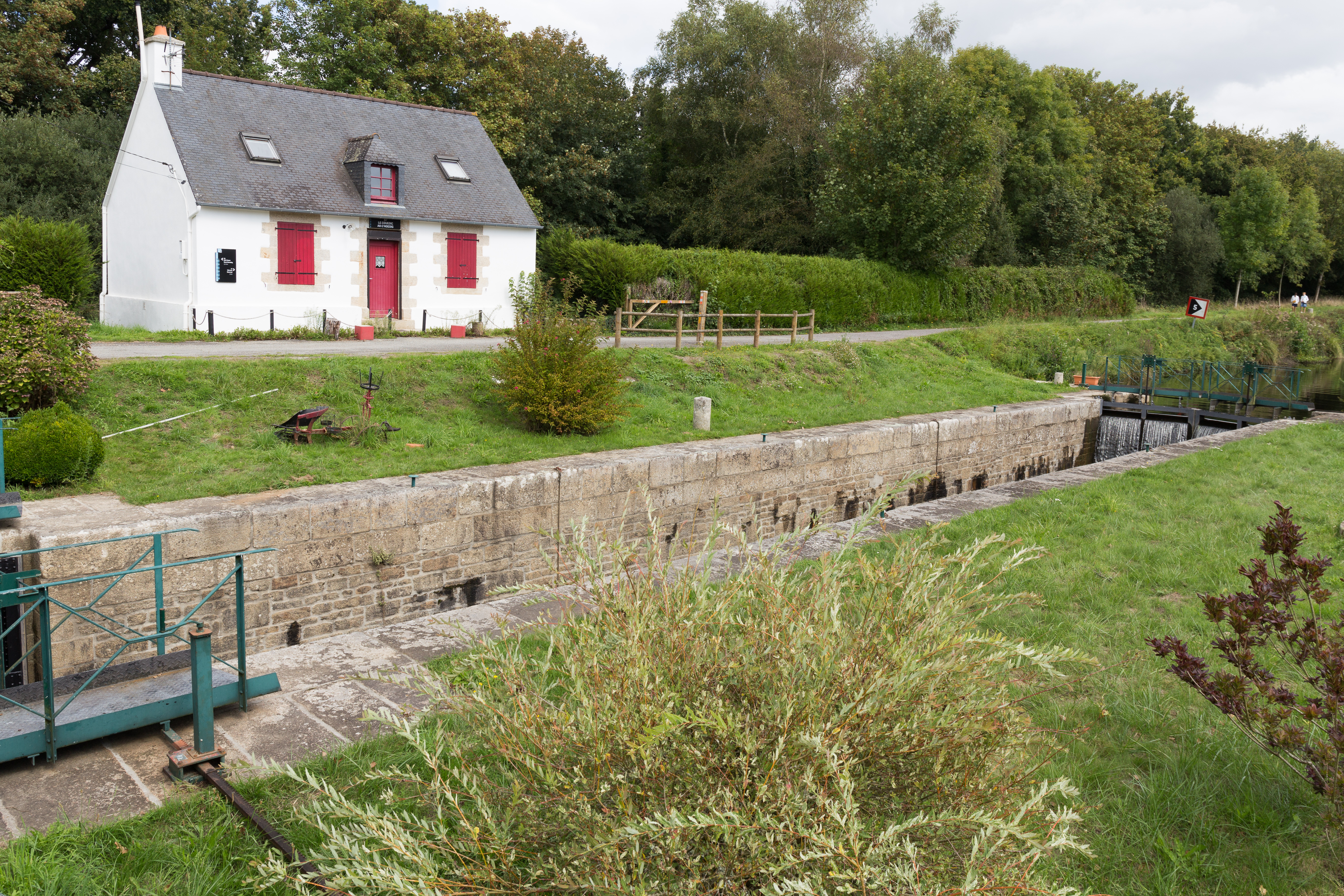
L'écluse du Couëdic et la maison éclusière.
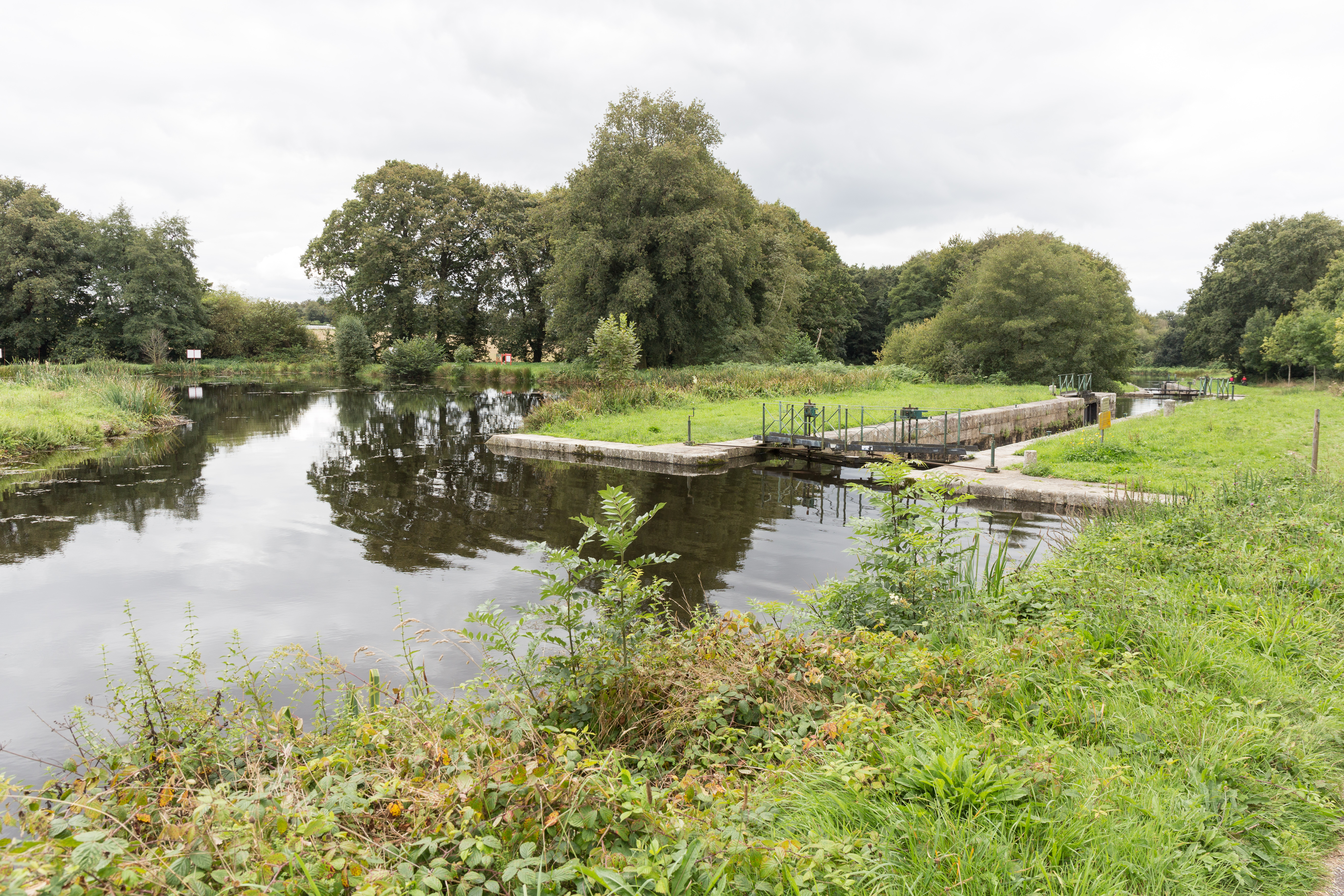
L'écluse d'Er Houët.
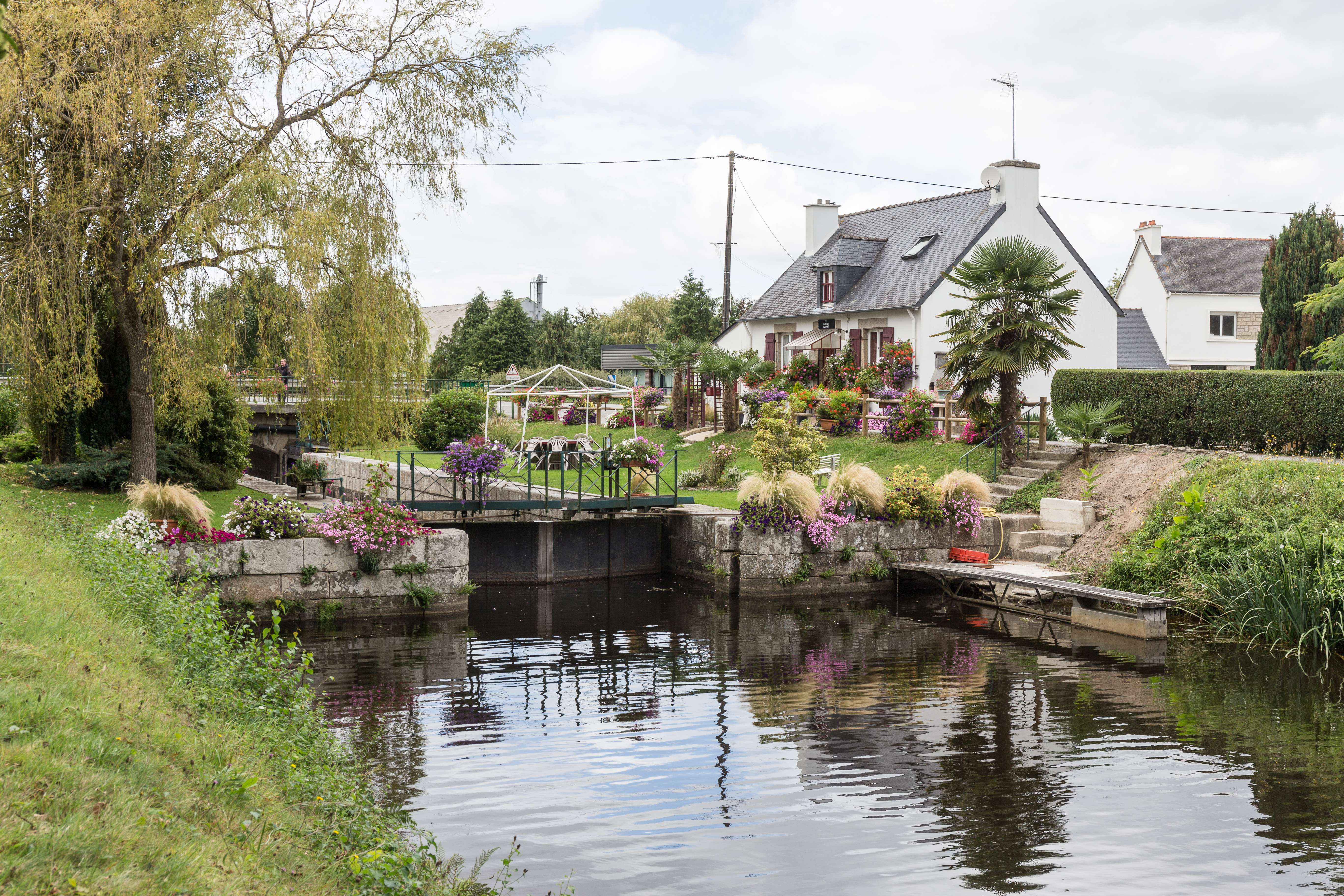
L'écluse et la maison éclusière de Keroret.

L'ancienne commune de Saint-Gérand est traversée par la RD 768 (ancienne Route nationale 168) allant de Pontivy à Loudéac, aménagée en voie express et par la ligne ferroviaire de Saint-Brieuc à Pontivy, désormais fermée. Le bourg lui-même n'est desservi que par des routes secondaires.

### Paysages et habitat
La commune présente un paysage agraire traditionnel de bocage avec un habitat dispersé en écarts formés de hameaux (villages) et fermes isolées. Le bourg traditionnel, très petit, à beaucoup grossi avec la construction de plusieurs lotissements, principalement vers l'ouest et le sud, en direction de la ville de Pontivy distante de seulement 8 kilomètres.
Une importante zone industrielle, dite de Pont Saint-Caradec, s'est développée à la limite sud-ouest de la commune, à la limite de Noyal-Pontivy.

## Urbanisme

### Typologie
Saint-Gérand est une commune rurale, car elle fait partie des communes peu ou très peu denses, au sens de la grille communale de densité de l'Insee,,,.
Par ailleurs la commune fait partie de l'aire d'attraction de Pontivy, dont elle est une commune de la couronne. Cette aire, qui regroupe 17 communes, est catégorisée dans les aires de moins de 50 000 habitants,.

### Occupation des sols

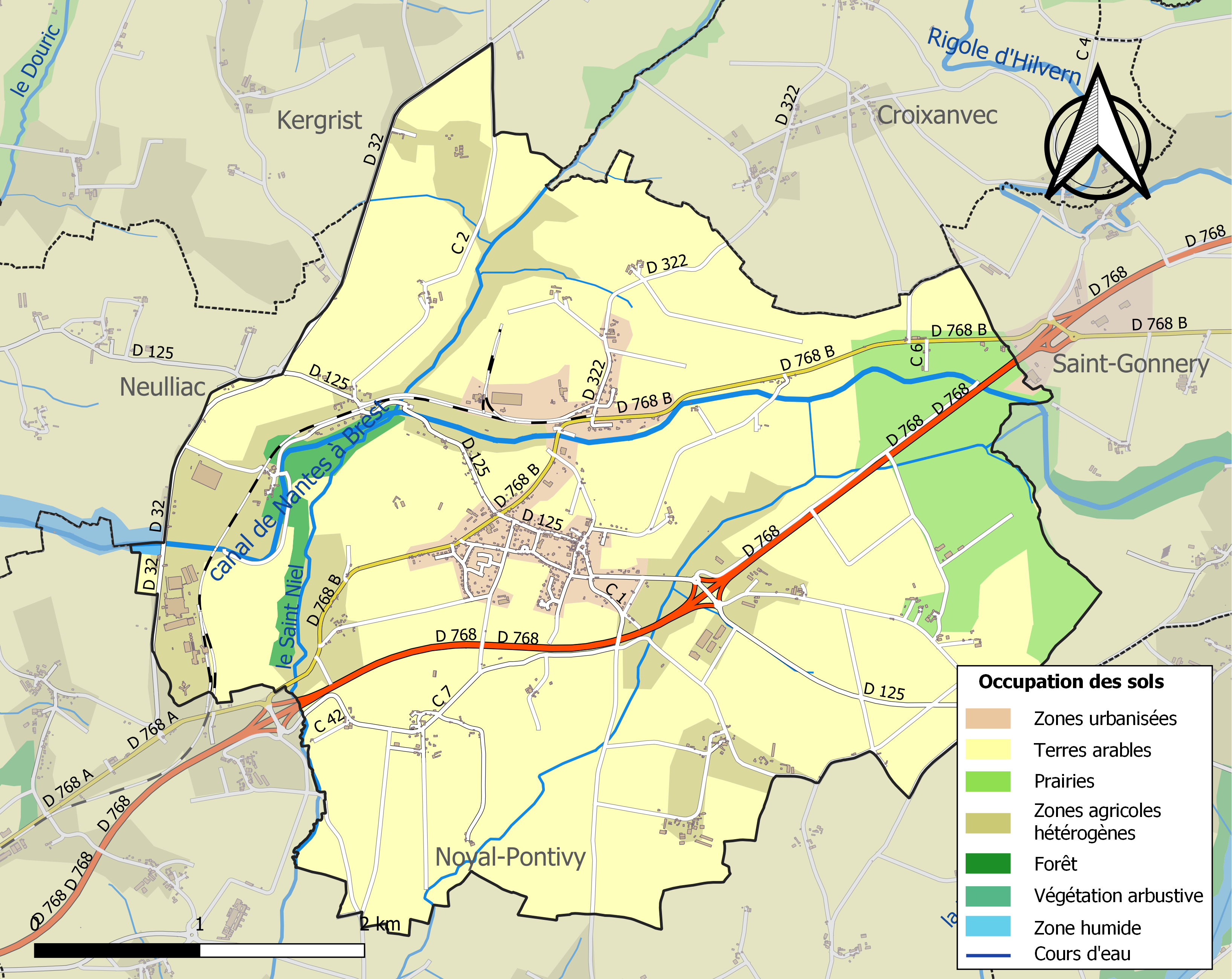
Carte des infrastructures et de l'occupation des sols de la commune en 2018 (CLC).

Le tableau ci-dessous présente l' occupation des sols de la commune en 2018, telle qu'elle ressort de la base de données européenne d’occupation biophysique des sols Corine Land Cover (CLC).
| Type d’occupation                                                                   | Pourcentage | Superficie (en hectares) |
| ----------------------------------------------------------------------------------- | ----------- | ------------------------ |
| Tissu urbain discontinu                                                             | 5,5 %       | 100                      |
| Zones industrielles ou commerciales et installations publiques                      | 0,05 %      | 1                        |
| Terres arables hors périmètres d'irrigation                                         | 69,5 %      | 1268                     |
| Prairies et autres surfaces toujours en herbe                                       | 7,3 %       | 151                      |
| Systèmes culturaux et parcellaires complexes                                        | 12,1 %      | 222                      |
| Surfaces essentiellement agricoles interrompues par des espaces naturels importants | 2,7 %       | 50                       |
| Forêts de feuillus                                                                  | 1,7 %       | 31                       |
| Plans d'eau                                                                         | 0,05 %      | 1                        |
| Source : Corine Land Cover                                                          |             |                          |

## Toponymie
Saint-Gérand, en breton Sant-Jelan, est attestée sous la forme francisée Saint Gelan en 1406 .
La localité porte le nom de saint Gérand (saint Géran) , un disciple de saint Tugdual originaire du Pays de Galles ; il aurait traversé la Manche et fondé, avec saint Samson, le monastère de Lanmeur, avant de devenir vicaire général de Pol Aurélien, évêque de Léon ; il serait mort en 547.
En gallo, le nom est attesté sous la forme Saint-Jeran prononcée [sɛ̃ʒəɾɑ̃].

## Histoire

### Ancien Régime

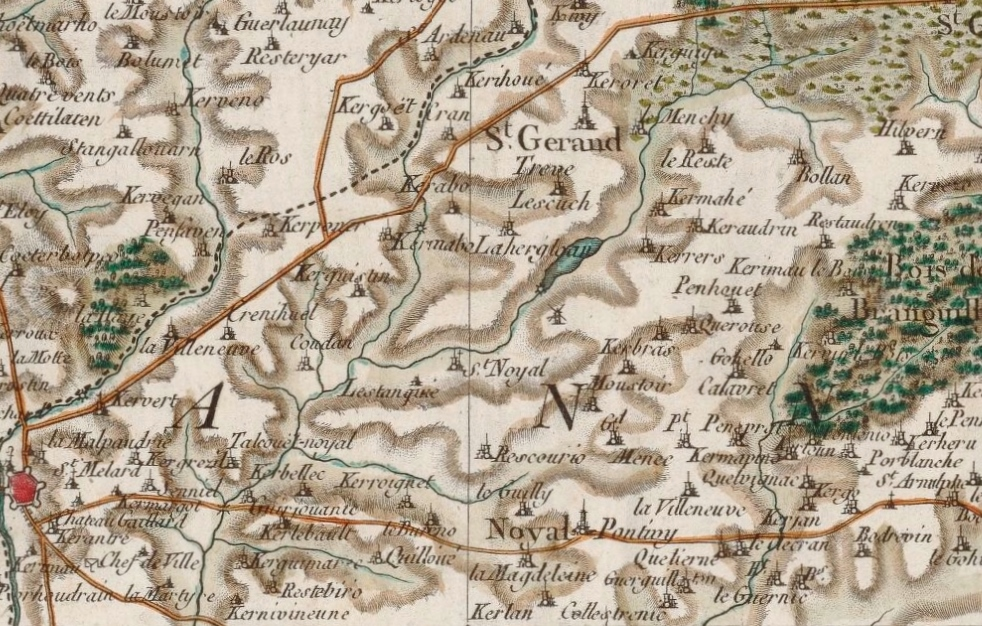
Carte de Cassini de Saint-Gérand et Noyal-Pontivy.

Saint-Gérand faisait initialement partie du Porhoët, et passa vers 1116 dans la vicomté de Rohan.
Les premières traces écrites concernant Saint-Gérand remontent à 1406 dans les archives de Rohan sous le nom de Saint-Gélan. Le village, qui était inclus dans la paroisse de Noyal, en devint une trève en 1561.
Selon un aveu de 1471, Saint-Gérand était, au sein de la Vicomté de Rohan, une des 46 paroisses ou trèves de la seigneurie proprement dite de Rohan.

### LeXIXesiècle
Saint-Gérand devient une paroisse en 1802 ; la commune est créée en 1839 (en même temps que Gueltas, Kerfourn et Saint-Thuriau) à partir d'un territoire de la commune de Noyal-Pontivy. En 1853 la commune s'agrandit en annexant les hameaux de 
Penderff, Saint-Dredeno, Kergoët et La Loge qui dépendaient jusque-là de Neulliac.
Vers 1885, le hameau de Ravaguen est cédé à la commune de Saint-Gonnery.
A. Marteville et P. Varin, continuateurs d'Ogée, décrivent ainsi Saint-Gérand en 1843 :

« Saint-Gérant : commune récemment formée par démembrement de Noyal-Pontivy ; succursale. Géologie : schiste talqueux. On parle le breton. »

Une épidémie de variole fit 100 malades (dont 51 moururent) à Saint-Gérand entre 1865 et 1870.

### LeXXesiècle

#### La Première Guerre mondiale
Le monument aux morts de Saint-Gérand porte les noms de 32 soldats morts pour la France pendant la Première Guerre mondiale ; tous sont morts sur le sol français à l'exception de Pierre Le Clainche, disparu en Turquie lors de la Bataille de Sedd-Ul-Bahr.

#### La Seconde Guerre mondiale
Le monument aux morts de Saint-Gérand porte les noms de 10 personnes mortes pour la France pendant la Seconde Guerre mondiale ; parmi eux Alphonse Le Bris, résistant FFI, fusillé le 21 avril 1944 au polygone de tir de Vannes en Saint-Avé et deux résistants (Louis Cadoret et André Le Clainche) du maquis de Guergoloden en Kergrist, exécutés par les Allemands le 28 juillet 1944 ; Joseph Le Cornec est mort à Dresde (Allemagne) le 31 mai 1942.

#### L'après Seconde Guerre mondiale
Un soldat originaire de Saint-Gérand (Maxime Bellec) est mort pour la France en 1947 pendant la Guerre d'Indochine.

### LeXXIesiècle
Le 1er janvier 2022 Saint-Gérand fusionné avec Croixanvec pour former la commune nouvelle de Saint-Gérand-Croixanvec.

## Politique et administration
| Période                                  | Période          | Identité              | Étiquette | Qualité |
| ---------------------------------------- | ---------------- | --------------------- | --------- | ------- |
| 1977                                     | 2014             | Yves Le Quéré         | UMP       |         |
| mars 2014 Réélu en 2020                  | 31 décembre 2021 | Claude-Albert Le Bris |           |         |
| Les données manquantes sont à compléter. |                  |                       |           |         |

| Période        | Période  | Identité         | Étiquette | Qualité |
| -------------- | -------- | ---------------- | --------- | ------- |
| 7 janvier 2022 | En cours | Stéphane Plunian |           |         |

## Démographie
L'évolution du nombre d'habitants est connue à travers les recensements de la population effectués dans la commune depuis 1841. Pour les communes de moins de 10 000 habitants, une enquête de recensement portant sur toute la population est réalisée tous les cinq ans, les populations de référence des années intermédiaires étant quant à elles estimées par interpolation ou extrapolation. Pour la commune, le premier recensement exhaustif entrant dans le cadre du nouveau dispositif a été réalisé en 2006.

En 2018, la commune comptait 1 126 habitants, en évolution de +7,96 % par rapport à 2012 (Morbihan : +3,82 %, France hors Mayotte : +2,11 %).
| 1841 | 1846 | 1851 | 1856  | 1861 | 1866 | 1872 | 1876  | 1881  |
| ---- | ---- | ---- | ----- | ---- | ---- | ---- | ----- | ----- |
| 904  | 950  | 948  | 1 047 | 964  | 989  | 974  | 1 007 | 1 017 |

| 1886 | 1891 | 1896 | 1901 | 1906 | 1911 | 1921 | 1926 | 1931 |
| ---- | ---- | ---- | ---- | ---- | ---- | ---- | ---- | ---- |
| 915  | 933  | 928  | 927  | 927  | 971  | 869  | 861  | 878  |

| 1936 | 1946 | 1954 | 1962 | 1968 | 1975 | 1982 | 1990 | 1999 |
| ---- | ---- | ---- | ---- | ---- | ---- | ---- | ---- | ---- |
| 907  | 903  | 856  | 788  | 740  | 687  | 826  | 871  | 891  |

| 2006 | 2011  | 2016  | 2018  | - | - | - | - | - |
| ---- | ----- | ----- | ----- | - | - | - | - | - |
| 944  | 1 038 | 1 109 | 1 126 | - | - | - | - | - |

## Économie
L'entreprise Altho, PME spécialisée dans la fabrication de chips de pomme de terre, dont elle possède 27 % du marché français, est implantée dans la commune depuis 1995.

## Culture locale et patrimoine

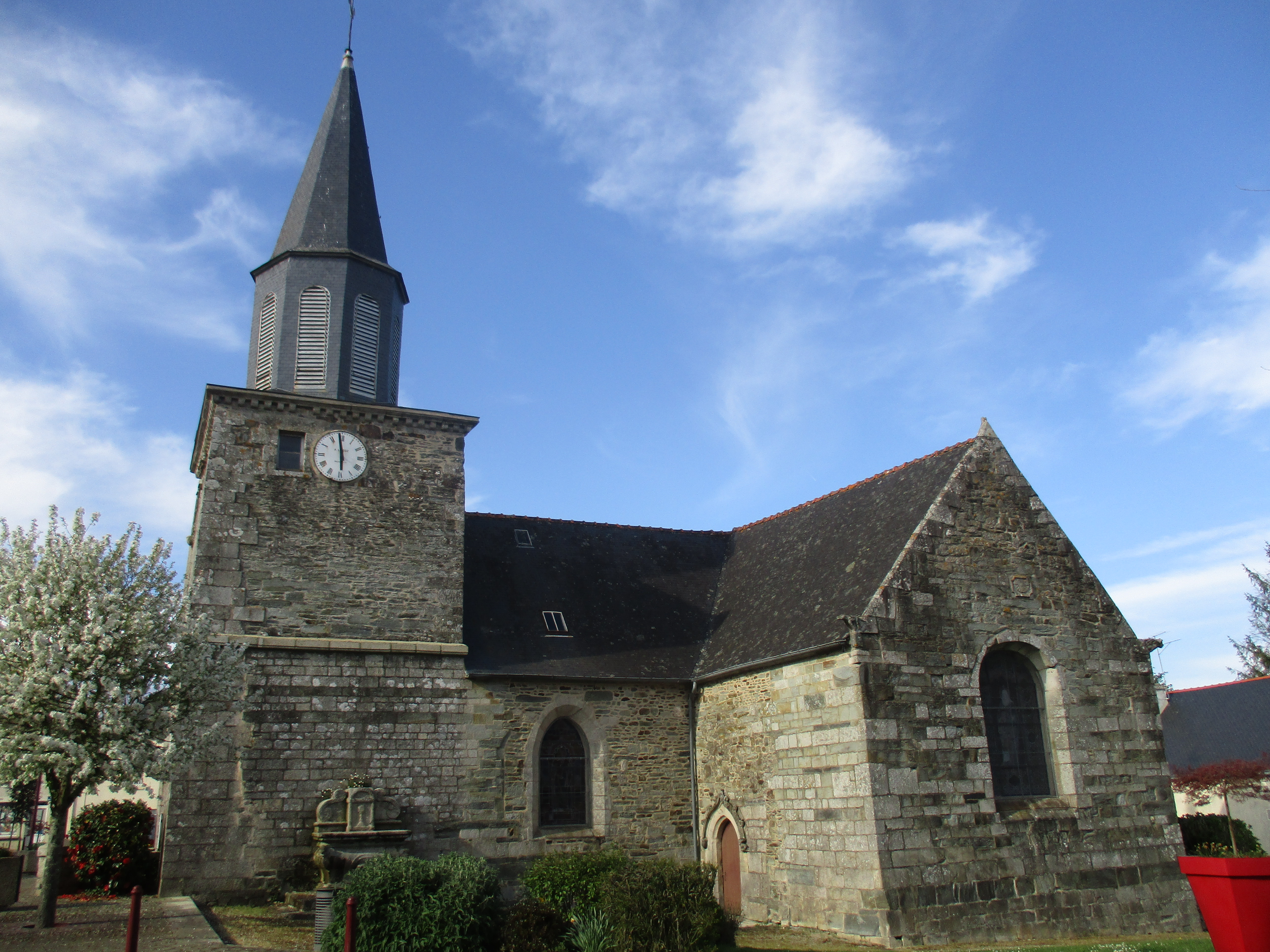
L'église paroissiale Saint-Gérand.

### Lieux et monuments
- Croix de cimetière de Saint-Gérand ;
- Église Saint-Gérand ;

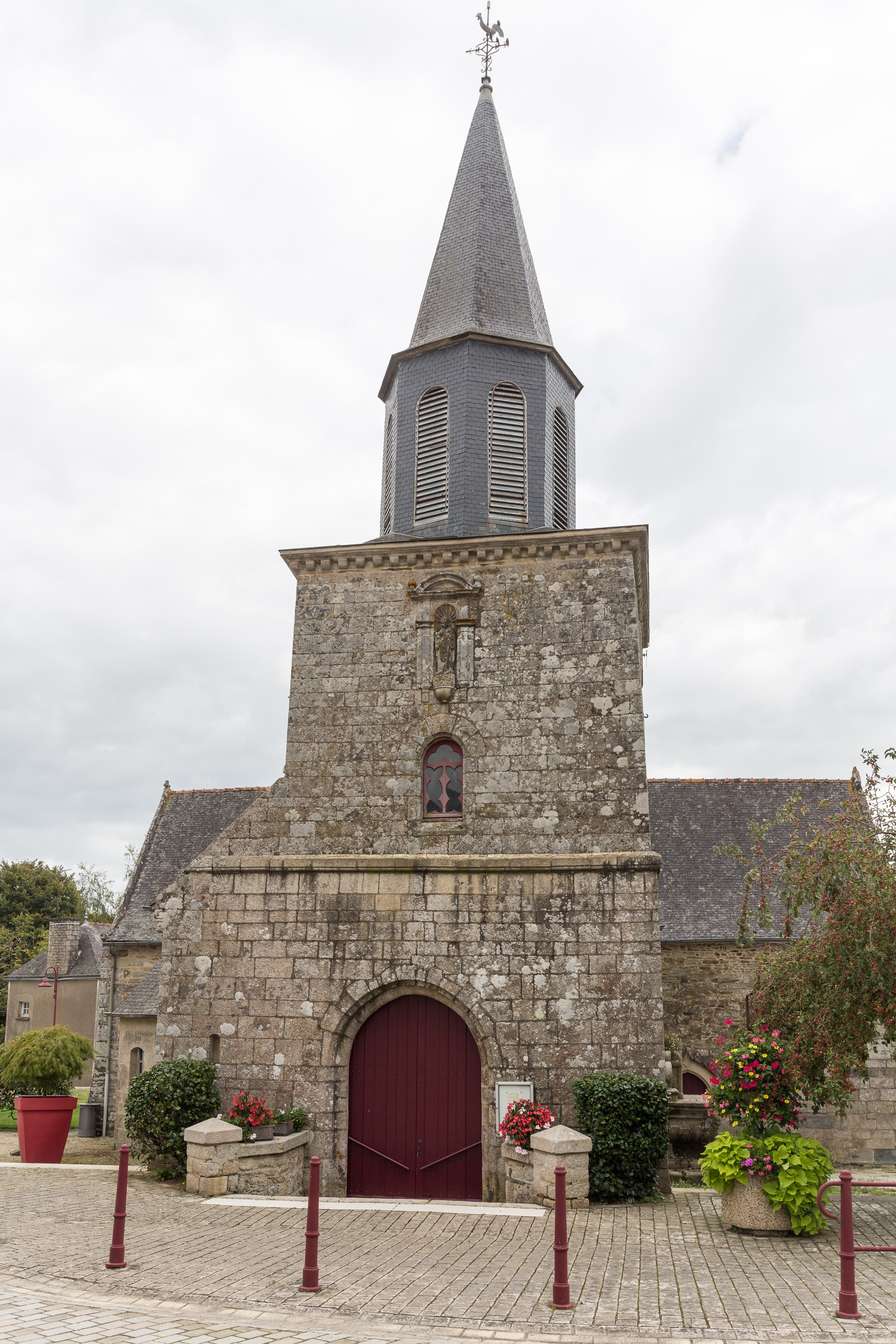
Église Saint-Gérand : le clocher.
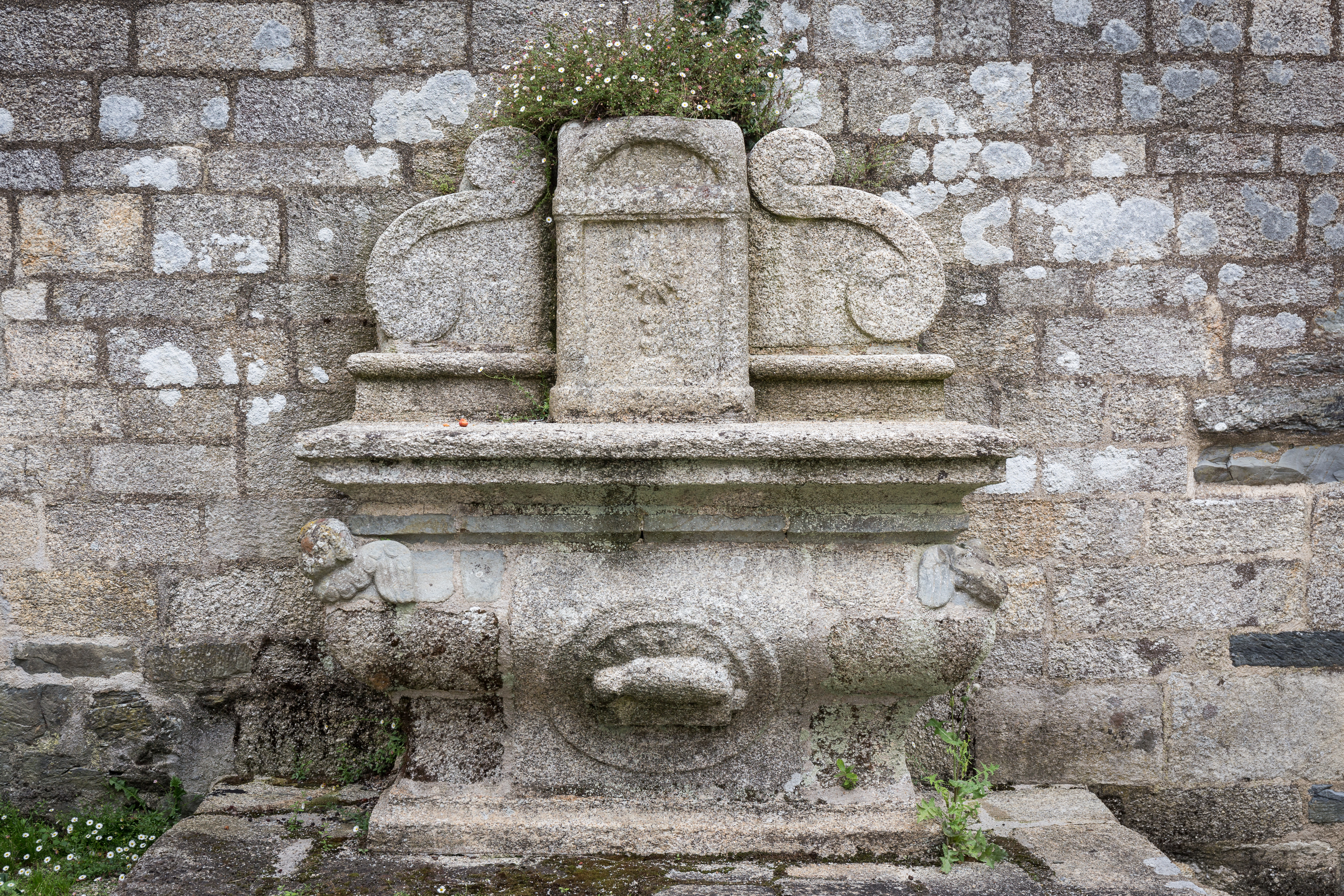
Église Saint-Gérand : détail.

- Chapelle Saint-Drédeno : construite au XVIe siècle, de style gothique flamboyant et restaurée en 1704, elle porte le nom des deux frères Drédeno, deux jumeaux considérés comme des saints bretons (non reconnus officiellement par l'Église catholique), dont l'histoire a été oubliée. Le village de Saint-Dredeno a fait partie de la commune de Neulliac jusqu’en 1853.En Octobre 1972, Des voleurs ont emporté la statue de Notre-Dame-de-la-Délivrance, statue qui datait du XVIe siècle, en octobre 1972[30] ;
- La fontaine des reliques ;
- le manoir de Kermabo (XVIIIe siècle), il est inscrit à l'inventaire général du patrimoine culturel[31].

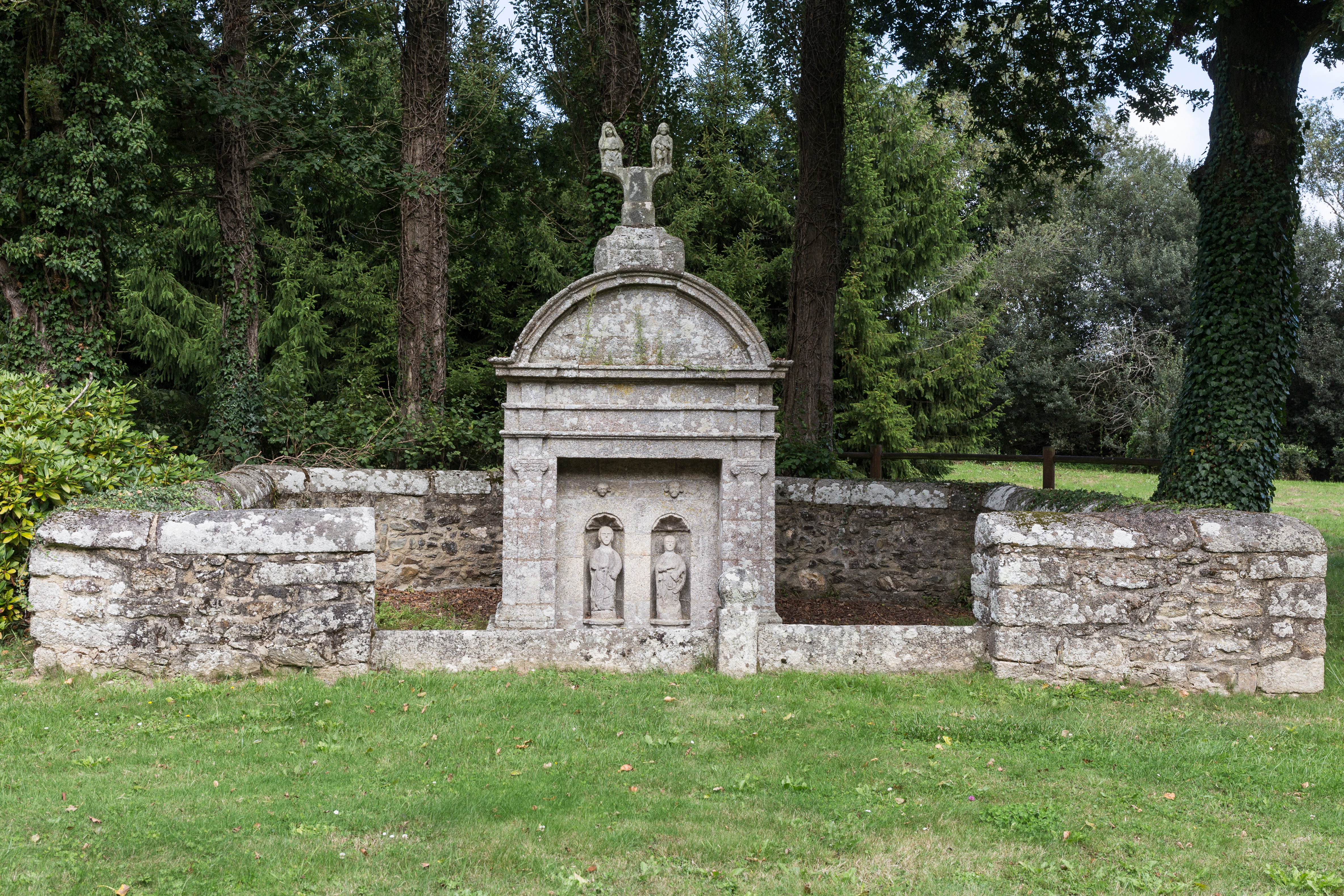
Fontaine des reliques : vue d'ensemble.
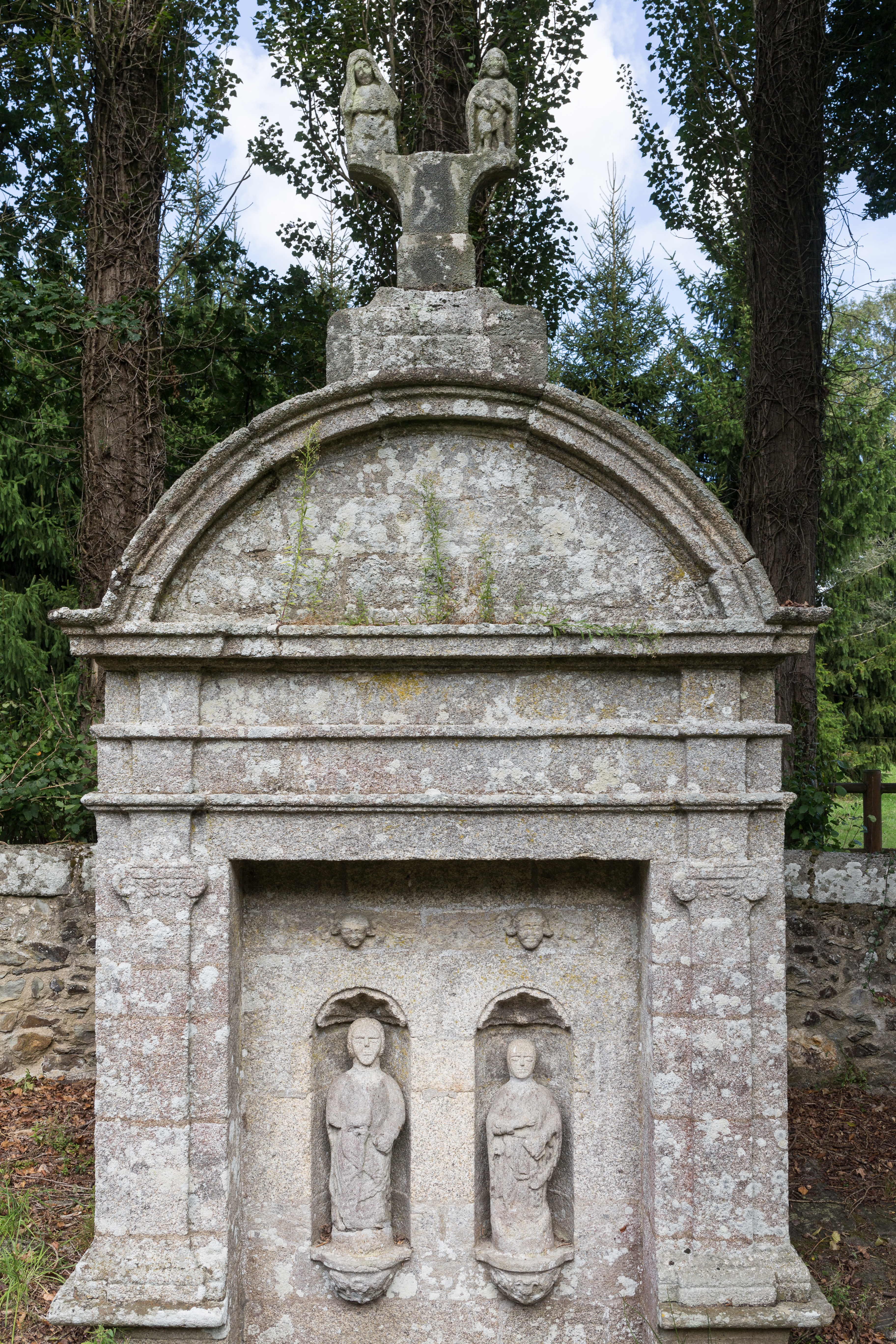
Fontaine des reliques : partie centrale.

- La croix du cimetière

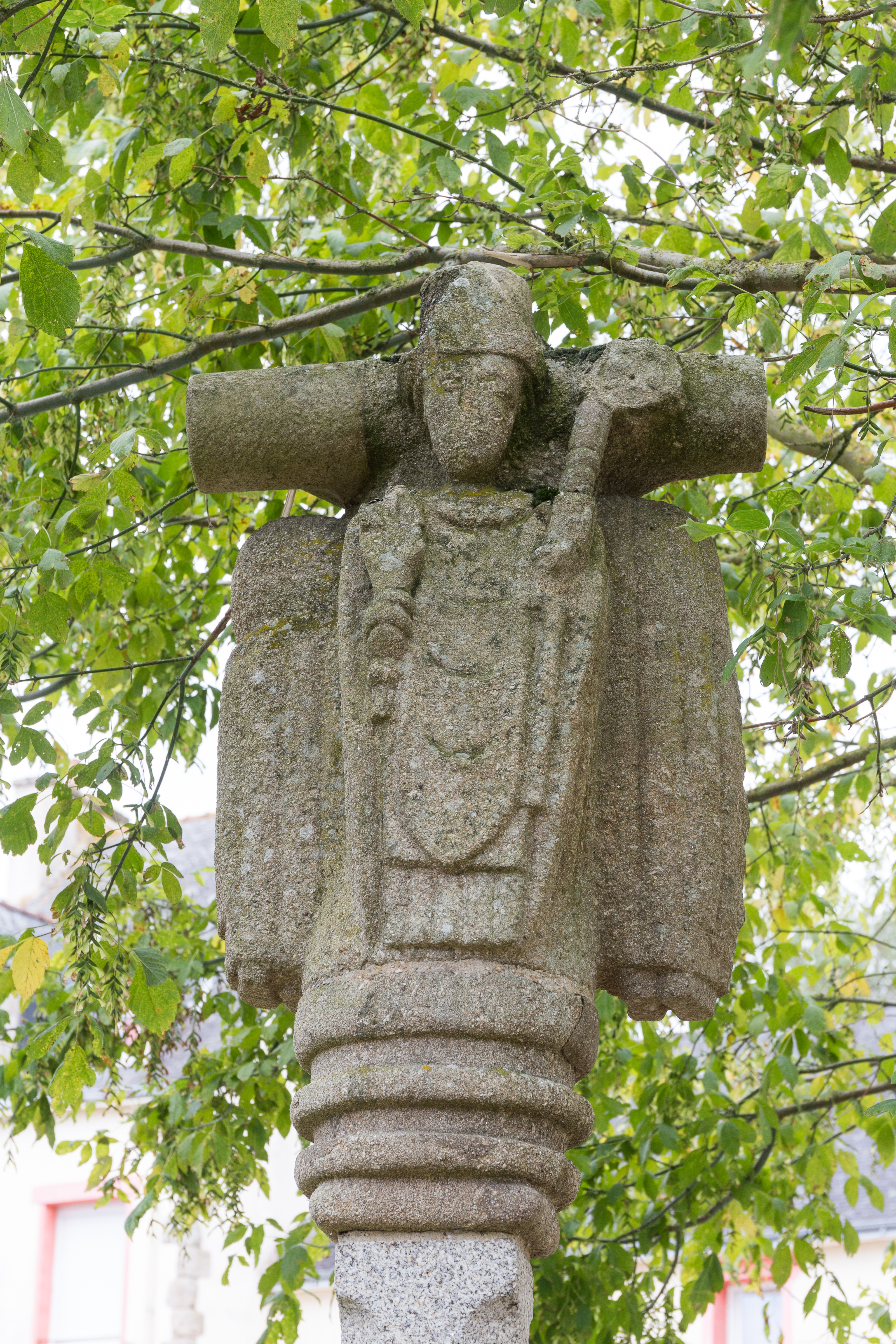
Croix du cimetière : partie sommitale.
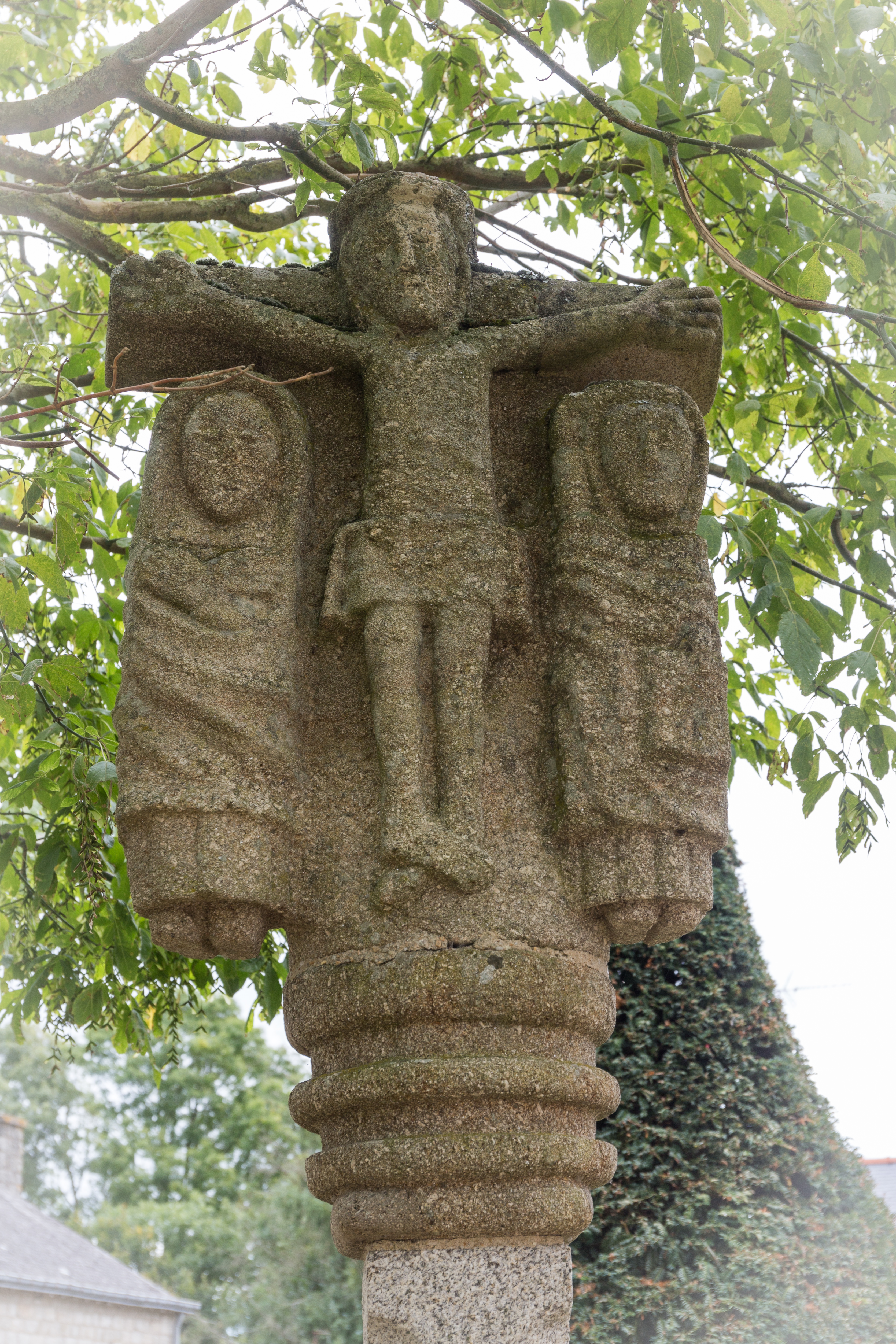
Croix du cimetière : partie sommitale (autre face).